# Wilhelm Diprand von Richthofen
Wilhelm Diprand Freiherr von Richthofen (geb. 11. Juni 1732 in Barzdorf, Herzogtum Schweidnitz-Jauer; gest. 30. März 1808 in Sondershausen) war ein preußischer Landrat.

## Leben

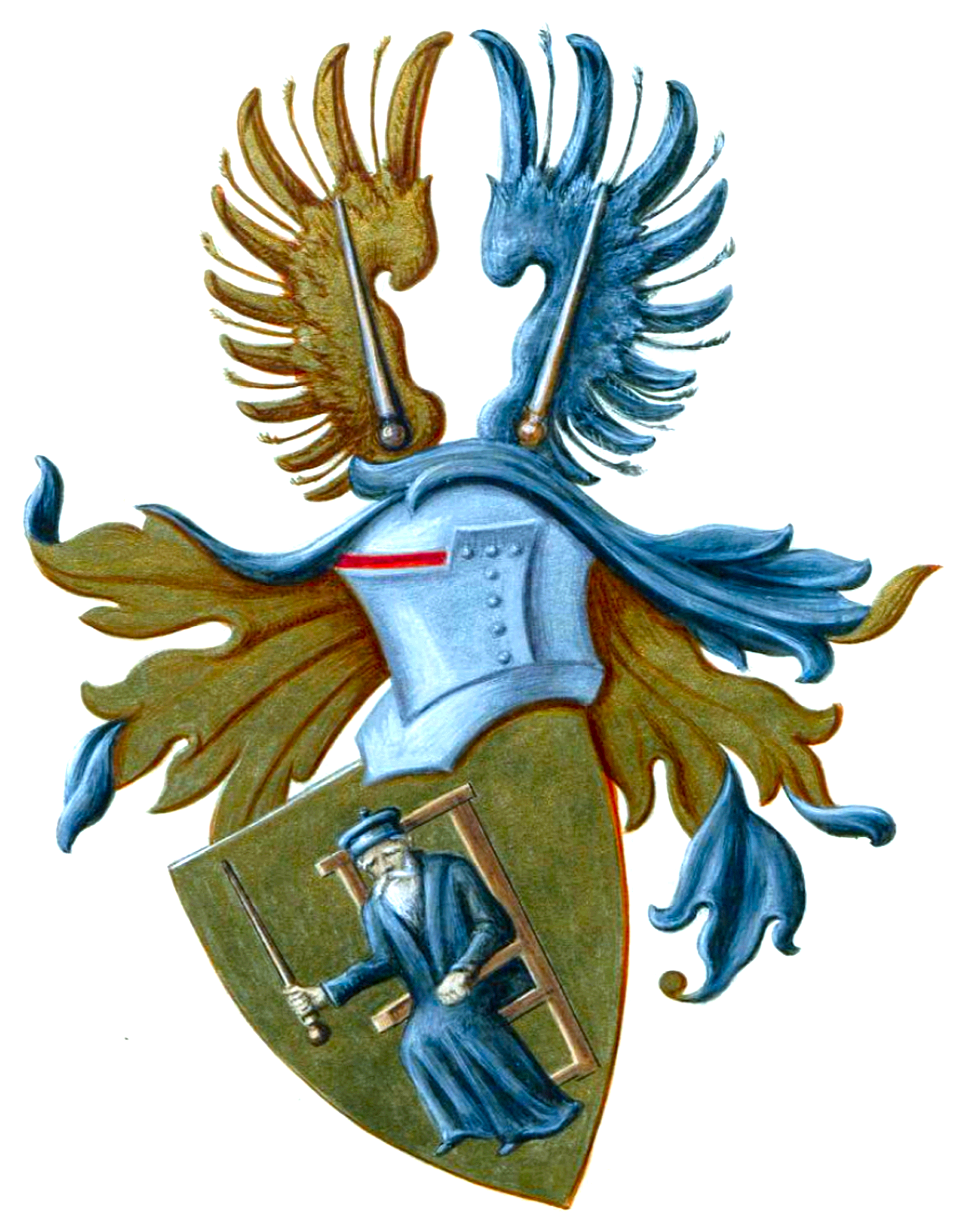
Stammwappen der (Prätorius) von Richthofen

Wilhelm Diprand Freiherr von Richthofen war Angehöriger des deutschen Adelsgeschlechts Richthofen. Er war ein Sohn von Samuel Praetorius Freiherr von Richthofen (1700–1754), Erbherr auf Barzdorf, Freiherr seit November 1741 und verheiratet mit Johanne Elisabeth (1707–1772), geborene von Heintze. Ab 1749 besuchte er zunächst eine Schule in Berlin, bevor er sich im Dezember 1751 an der Universität Frankfurt (Oder) immatrikulierte und sich einem Studium der Rechte widmete. Nach dem Tod von George Wilhelm von Reibnitz im Jahr 1765 trat er dessen Nachfolge als Landrat des Kreises Jauer an. Etwa zu dieser Zeit erwarb das Gut Malitsch, dessen Wert 1769 auf 200.000 Taler taxiert wurde. Das Amt als Landrat übte er bis zu dem von ihm gewünschten Abschied im Jahr 1780 aus, Nachfolger wurde Carl Friedrich Wilhelm von Reibnitz. 1794 erhielt er die Mitaufsicht über die Ritterakademie in Liegnitz, den Titel des Finanzrats, obwohl in Aussicht gestellt, verwährte man ihm hingegen. 1797 wurde er nach einem Streit um die Rekrutenaushebung und einer nachfolgenden Beleidigung gegen einen Landrat Kittlitz zu einer Gefängnisstrafe verurteilt. Der preußische König hob die Strafe jedoch aufgrund seines Alters und unter Hinweis auf seine langjährige Dienstzeit wieder auf. 1799 veräußerte er das Gut Malitsch für 560.000 Taler an Prinz Georg von Hessen. Im Gegenzug erwarb ohne Konzession die Herrschaft Dobraslowitz im österreichischen Teil von Schlesien.

## Persönliches
Wilhelm Diprand Freiherr von Richthofen war seit dem 1. Oktober 1754 mit seiner Cousine Ursula Christiane Ernestine (1731–1779), geb. von Heintze, verheiratet. Von den sechs Kindern verstarben die beiden Söhne früh, zwei Töchter vermählten sich und die beiden anderen Töchter waren noch ledig. In zweiter Ehe heiratete er im November 1780 Juliane Henriette Christiane von Keller von Schlaitheim († 23. Juni 1798). Mit seinem Sohn aus dieser Ehe, Wilhelm Christian Ernst Freiherr von Richthofen (* 3. Februar 1782 auf Malitsch; † 4. Oktober 1813 in Görlitz), erlosch der Malitscher Familienzweig. In dritter Ehe vermählte er sich am 2. August 1801 mit Albertine Wilhelmine Albrecht, verwitwete Schäfer.